# 2007年香港立法會港島選區補選泛民主派初選
2007年香港立法會港島選區補選泛民主派初選是指泛民主派就2007年香港立法會港島選區補選中，選出一人代表泛民主派參予是次補選的初選機制。

## 背景
民建聯主席馬力逝世後，立法會香港島選區出現一個議席空缺，須要由單議席單票制產生出八個月任期的立法會議員。此議席因此成為各大政黨爭取的目標，主要形成泛民主派和建制派之爭。
與歷屆選舉不同的是，泛民主派為避免出現自己人鬥自己人的情況，由多方面協調出泛民主派初選，產生出一名最終候選人代表泛民主派出戰。

## 成員

### 負責人
是次泛民主派初選會由四位泛民主派立法會議員統籌，包括馮檢基，劉慧卿，湯家驊及李國麟。

### 政黨成員
- 民主黨
- 公民黨
- 前綫
- 香港民主民生協進會（民協）
- 社會民主連線（社民連）
- 香港職工會聯盟（職工盟）
- 街坊工友服務處（街工）
- 公民起動
- 婦女參政網絡
- 民主陣線

### 個人成員
- 陳方安生
- 何秀蘭
- 李國麟
- 鄭經翰

## 初選
初選會分三部份進行，民意調查、辯論及泛民人士投票。

### 分數機制
香港大學會負責整個計分機制。 然後，25位泛民主派立法會議員、28位泛民主派區議員及300位泛民主派人士（十個泛民組織各10票）會為初選進行投票。香港大學民意研究計劃在9月25日至9月28日 會向不少於一千（1000）名港島區合資格選民進行電話調查。民意調查佔50%，300個民主派人士佔30%，最後，立法會及區議會議員各10%。
朱耀明教授負責整個泛民主派初選的計分機制。

### 日期
- 9月16日：達成了初選的安排。
- 9月18日：協調並同意分數機制。
- 9月24日：進行辯論及泛民人士投票。
- 9月30日：公佈初選結果。

### 經費
泛民主派初選大約需使用港幣14萬元。費用由兩候選人攤分。當選者需申報選舉經費。

## 候選人
- 陳方安生：前政務司司長、政制改革核心小組組長

陳方安生在2007年9月11日上午於香港小童群益會總會舉行記者會宣佈參選。
- 勞永樂：社會民主連線副主席、前立法會醫學界議員[5]

勞永樂醫生一直沒有公開表明參選，但最後代表社民連出選。

## 民意調查
由港大民意網站調查了在9月25日至9月28日超過1000名港島區合資格選民。
| 評分項目               | 支持陳方安生 | 支持勞永樂 |
| ---------------------- | ------------ | ---------- |
| 港大民意調查（1044人） | 81.1%        | 18.9%      |

## 初選辯論
勞永樂和陳方安生在9月24日7時在堅道明愛禮堂出席論壇，向300個泛民團體代表和100名市民 簡介政綱，論壇形式參考3月的特首選舉辯論，二人不會直接互相質問，但可回應另一參選人的提問，三位大學教授及著名政治學家馬嶽教授，陳健民教授及戴耀廷教授在初選分別向兩位候選人各提問3條問題，除學者質詢外，也要回答在場泛民代表及市民提問。
著名文化界學者梁文道應邀主持是次辯論，另外五間本港電視台及三間電台現場直播整個辯論過程。

### 陳方安生政綱撮要
- 民主管治
  - 推動2012年雙普選
  - 維護高效率及高士氣公務員隊伍
  - 透過良好管治加強問責，改善民生
- 教育
  - 加強特區政府、教育界及家長間的溝通
  - 支持小班教學、關注副學士質素、改善幼兒教學質素

- 經濟
  - 維持公平競爭環境、保障知識產權及消費者權益
  - 創造就業
- 社會公義
  - 關注弱勢社群、改善貧富懸殊
  - 支持全民退休保障計劃、檢討醫療融資方式
- 可持續發展
  - 成立跨部門小組處理空氣污染及全球暖化問題
  - 按可持續發展原則釐定城市發展及文化保育政策

### 勞永樂政綱撮要
- 落實全面普選
- 取消區議會委任制
- 維護法治、反對釋法
- 保障言論自由、開放大氣電波
- 停止公營事業私有化
- 改善貧富懸殊
- 保障勞工權益
- 性別主流化
- 尊重少數族裔
- 增建公屋、復售居屋
- 維護全面公平的醫療環境
- 關注環境保護
- 12年免費教育
- 制訂全面的文化、保育及藝術政策[10]

## 投票代表[11]
300位出席論壇的泛民代表將會投票推選其中一人作為候選人，結果會連同月底完成民意調查後，進行點票。最終的論壇日期要待泛民的會員大會決定。

### 投票團體（各30票）
- 民主黨
- 公民黨
- 前綫
- 香港民主民生協進會（民協）
- 社會民主連線（社民連）
- 香港職工會聯盟（職工盟）
- 街坊工友服務處（街工）
- 公民起動
- 婦女參政網絡
- 民主陣線

### 投票立法會議員
- 李柱銘
- 楊　森
- 李永達
- 何俊仁
- 張文光
- 李華明
- 鄭家富
- 單仲偕
- 涂謹申
- 馮檢基
- 陳偉業
- 鄭經翰
- 余若薇
- 梁家傑
- 吳靄儀
- 湯家驊
- 劉慧卿
- 梁耀忠
- 梁國雄
- 劉千石
- 李卓人
- 譚香文
- 郭家麒
- 李國麟
- 張超雄

### 投票區議會議員
- 阮品強
- 楊浩然
- 鄭麗瓊
- 何俊麒
- 甘乃威
- 梁淑楨
- 黎志強
- 陳耀德
- 梁兆新
- 曾健成
- 李慶偉
- 柴文瀚
- 楊小壁
- 朱偉祖
- 李建賢
- 古桂耀
- 謝永齡
- 何秀蘭
- 陳耀輝
- 金佩瑋
- 黃英琦
- 鄭其建

## 結果
在投票的18名泛民立法會議員中，陳太得15票，勞永樂有2票，1票屬廢票；在區議會的大約19名泛民港島議員中19人投票，結果13票投向陳太，2票支持勞永樂，4票屬廢票或問題票；在團體票方面，陳太獲得141票，勞永樂得79票。
另外，港大民意網站調查了超過1000名港島區市民，47%支持陳太，10.9%支持勞永樂，29.9%則兩人都不支持。
| 評分項目                 | 佔總分比例 | 支持陳方安生 | 陳方安生得分 | 支持勞永樂  | 勞永樂得分 |
| ------------------------ | ---------- | ------------ | ------------ | ----------- | ---------- |
| 港大民意調查（1044人）   | 50%        | 81.1%        | 40.6         | 18.9%       | 9.4        |
| 泛民團體票（264票）      | 30%        | 141票（64%） | 19.2         | 79票（36%） | 10.8       |
| 泛民港島區議員票（25票） | 10%        | 13票（87%）  | 8.7          | 2票（13%）  | 1.3        |
| 泛民立法會議員票（25票） | 10%        | 15票（88%）  | 8.8          | 2票（12%）  | 1.2        |

註：全部百分比已扣除「中立」、「皆不支持」或「廢票」。
按照泛民代表的初選計分機制計算，陳方安生得分77.3分，對手勞永樂得22.7分。
由於陳方安生勝出，因此「代表」出選，而勞永樂則宣佈退選，讓陳方安生出選。

## 影響
由於是次泛民主派初選是香港選舉歷史上首個初選機制，多位議員皆希望可以成為以後進行同類選舉的參考。

## 其他
社民連主席黃毓民稱，由於身為社民連黨員的柳玉成沒有參加泛民主派初選，自行參選，違反泛民主派的協議，故已開除柳玉成黨籍。